# Meysam Naghizadeh
Meysam Naghizadeh (tiếng Ba Tư: میثم نقی زاده, sinh ra ở Shabestar, East Azerbaijan) là một tiền vệ bóng đá người Iran, thi đấu cho câu lạc bộ tại Persian Gulf Pro League Pars Jonoubi.

## Sự nghiệp câu lạc bộ

### Persepolis
Anh gia nhập Persepolis vào tháng 8 năm 2012. Anh ký hợp đồng 3 năm đến hết mùa giải 2014–15. Anh có màn ra mắt cho Persepolis trước Foolad ngày 29 tháng 8 từ ghế dự bị. Anh ghi bàn thắng đầu tiên trong trận đấu trước Saipa ngày 28 tháng 2 năm 2013.

### Gostaresh
Sau một mùa giải với gã khổng lồ Tehran Persepolis, anh gia nhập đội bóng ở Tabriz, Gostaresh cùng với bản hợp đồng 4 năm ngày 13 tháng 6 năm 2013.

### Thống kê sự nghiệp câu lạc bộ
Tính đến 30 ِtháng 12 năm 2017
| Câu lạc bộ          | Hạng đấu            | Mùa giải            | Giải vô địch | Giải vô địch | Cúp Hazfi | Cúp Hazfi | Châu Á  | Châu Á    | Tổng    | Tổng      |
| Câu lạc bộ          | Hạng đấu            | Mùa giải            | Số trận      | Bàn thắng    | Số trận   | Bàn thắng | Số trận | Bàn thắng | Số trận | Bàn thắng |
| ------------------- | ------------------- | ------------------- | ------------ | ------------ | --------- | --------- | ------- | --------- | ------- | --------- |
| Machine Sazi        | Hạng đấu 1          | 2008–09             | 20           | 1            | 1         | 0         | –       | –         | 21      | 1         |
| Machine Sazi        | Hạng đấu 2          | 2009–10             | 16           | 1            | 1         | 0         | –       | –         | 17      | 1         |
| Machine Sazi        | Hạng đấu 1          | 2010–11             | 24           | 2            | 2         | 0         | –       | –         | 26      | 2         |
| Machine Sazi        | Hạng đấu 1          | 2011–12             | 20           | 1            | 1         | 0         | –       | –         | 21      | 1         |
| Persepolis          | Pro League          | 2012–13             | 17           | 2            | 2         | 0         | –       | –         | 19      | 2         |
| Gostaresh           | Pro League          | 2013–14             | 30           | 0            | 1         | 0         | –       | –         | 31      | 0         |
| Gostaresh           | Pro League          | 2014–15             | 25           | 1            | 0         | 0         | –       | –         | 25      | 1         |
| Padideh             | Pro League          | 2015-16             | 29           | 0            | 0         | 0         | –       | –         | 29      | 0         |
| Khoneh Be Khone     | Hạng đấu 1          | 2016-17             | 25           | 4            | 0         | 0         | –       | –         | 25      | 4         |
| Pars Jonoubi        | Pro league          | 2017-18             | 12           | 0            | 0         | 0         | –       | –         | 12      | 0         |
| Tổng cộng sự nghiệp | Tổng cộng sự nghiệp | Tổng cộng sự nghiệp | 183          | 12           | 7         | 0         | 0       | 0         | 191     | 12        |

- Kiến tạo

| Mùa giải | Đội bóng   | Kiến tạo |
| -------- | ---------- | -------- |
| 12–13    | Persepolis | 0        |
| 13–14    | Gostaresh  | 1        |
| 14–15    | Gostaresh  | 0        |

## Danh hiệu
- Cúp Hazfi: 2012–13 (Á quân)